# EFootball Pro Evolution Soccer 2020
eFootball Pro Evolution Soccer 2020 je fudbalska simulacija video igre koju je razvio PES Productions i objavio Konami za Windows, PlayStation 4, Xbox One, Android i IOS.  Igra je 19. serija u Pro Evolution Soccer seriji i pokrenuta je širom sveta 10. septembra 2019. godine, a pokrenuta je i u Aziji 12. septembra 2019. Nova igra sadrži promenu imena sa dodatkom 'eFootball' u naslovu. Lionel Mesi vraća se kao naslovna zvezda standardnog izdanja, od svog poslednjeg nastupa na naslovnici Pro Evolution Soccer-a 2011. Ronaldinjo se pojavljuje na naslovnici legendarnog izdanja.

## Klubska partnerstva

### Barselona
Najavljen je ponovni sporazum između Konamija i Barselone koji podrazumeva nastavak odnosa sa španskim fudbalskim klubom. Zajedno sa ovom najavom takođe je potvrđeno da će biti objavljeno specijalno izdanje Barselone.

### Mančester junajted
Mančester Junajted i Konami najavili su sporazum kojim će klub, njegove stadione i igrače rekreirati u igri. Trenutni tim je takođe kreiran koristeći 3D skeniranje i pružajući igračima igre ultrarealistične igrače.

### Bajern Minhen
Nakon najave izlaska 30. jula 2019. godine, FK Bajern Minhen je najavljen kao zvanični partnerski klub. Igrači će imati potpuno iskustvo sa autentičnim setovima, punim 3D skeniranim igračima i, ekskluzivno, Bajernovim domaćim terenom, Alijanc Arenom.

### Juventus
Juventus je potpisao ekskluzivno partnerstvo sa igrom, koja će da uključuje klubove, imena igrača i stadion sa realnim likovima u igri. To je prvi put za 25 godina da FIFA serija neće imati dozvolu za klub.

### Arsenal
Dana 28. juna 2019. Arsenal je najavio trogodišnje produženje svog partnerstva sa Konami-jem, gde će se videti vrlo detaljna rekreacija stadiona Emirejts, kao i pristup klupskim legendama i igračima prvog tima.

### Modovi
Prvi put uključen u PES seriju, pojavljuje se novi režim igre pod nazivom Mečdej mod. Igrači širom sveta će pomoći svom timu da slavi jedan po jedan meč u novom režimu meča. Konami će odabrati bitnu utakmicu ili derbi utakmicu svake nedelje, igrači će tada moći da odluče koji tim žele da predstavljaju na danu utakmice.

## Takmičenja
Osamnaest liga je u potpunosti licencirano u igri. Sve ekipe u tim ligama imaju prave igrače, komplete i logotipe, mada se još uvek mali broj igrača u brazilskim ligama pojavljuje sa generičkim imenima. Dobijene su tri nove licence: italijanska Serija A, italijanska Serija B i brazilska serija B Campeonato Brasileiro. 
Konami su zadržali licencu za AFC Ligu šampiona, koja je ostala u igri od njenog uvođenja u PES 2014.
Engleska Premijer liga, EFL šampionat, španska La liga i Segunda Division će se pojaviti kao nelicencirane lige u igri. Ove lige će, međutim, imati prave igrače. U Seriji A su licencirani svi klubovi, osim Brescie.